# Tom’s Hardware
Tom’s Hardware Guide – serwis o nowinkach technologicznych założony w 1996 przez dr. Thomasa Pabsta. Serwis został zapoczątkowany w Stanach Zjednoczonych. Obecnie główna siedziba testerów serwisu znajduje się w Monachium w Niemczech. Artykuły niemieckiego serwisu są przekładane na inne języki.
W 2005 roku serwis został włączony do wydawnictwa Tom’s Guides Publishing. Od stycznia 2006 r. głównym przewodniczącym marki TG Publishing jest Omid Rahmat.
Polska wersja serwisu aktualizowana była do 31 stycznia 2006 roku. Obecnie jest niedostępna.